# San Genesio Atesino
San Genesio Atesino, németül: Jenesien,  település Olaszországban, Bolzano autonóm megyében. Lakosainak száma 3027 fő (2023. január 1.). San Genesio Atesino Bolzano, Meltina, Renon, Sarentino és Terlano községekkel határos.

## Népesség
A település népességének változása:
| Lakosok száma | 3046 | 3045 | 3027 |
|               | 2017 | 2018 | 2023 |